# Deflacija
Deflácija v gospodarstvu označuje padec cen izdelkov in storitev v določenem časovnem obdobju, kar pomeni, da je stopnja inflacije negativna. Medtem ko inflacija zmanjšuje vrednost valute, jo deflacija povečuje. Obenem se poveča kupna moč denarja - za enak znesek je mogoče kupiti več dobrin.
Deflacija ni nujno zaželena, saj lahko vodi v t. i. deflacijsko spiralo. Znižajo se namreč tudi prihodki podjetij, ki proizvajajo manj, kar spet vodi v nižje plače in zmanjšanje povpraševanja.
Običajni ukrep države ob deflaciji je spust obrestnih mer, kar naj bi spodbudilo zadolževanje in tako pomagalo oživiti gospodarstvo.